# Dromaeosauroides
Dromaeosauroides é um gênero de dinossauro terópode dromaeossaurídeo do Cretáceo Inferior do que hoje é a Dinamarca. Foi descoberto na Formação Jydegaard no vale Robbedale, na ilha de Bornholm, no Mar Báltico. Este é o único local provável para a descoberta de restos de dinossauros em território dinamarquês, já que os depósitos mesozóicos expostos no resto do país são marinhos. Dromaeosauroides é o primeiro dinossauro conhecido deste local e o único que foi nomeado cientificamente. É um dos mais antigos dromaeossauros conhecidos no mundo, e o primeiro dromaeossauro incontestável conhecido do Cretáceo Inferior da Europa.
É conhecido a partir de dois dentes, o primeiro dos quais foi encontrado em 2000 e o segundo em 2008. Com base no primeiro dente (o holótipo), o gênero e espécie Dromaeosauroides bornholmensis foi nomeado em 2003. O nome do gênero significa "Similar ao Dromaeosaurus", devido à semelhança com os dentes desse gênero, e o nome da espécie significa "de Bornholm". Após esta descoberta, restos e rastros de mais dinossauros foram encontrados em várias formações em Bornholm. Alguns dentes encontrados no Reino Unido, e que foram referidos ao gênero Nuthetes também podem pertencer a este animal. Coprólitos contendo restos de peixes encontrados na Formação Jydegaard podem pertencer a Dromaeosauroides.
O dente do holótipo tem 21,7 milímetros de comprimento e o segundo dente tem 15 milímetros. Eles são curvados e finamente serrilhados. Em vida, Dromaeosauroides teria de 2 a 3 metros de comprimento e poderia pesar cerca de 40 kg. Como um dromaeossauro, teria sido emplumado e tinha uma grande garra de foice em seus pés, como seus parentes Dromaeosaurus e Deinonychus. Ele vivia em um ambiente lagunar costeiro com saurópodes, como evidenciado por um possível dente de titanossauro.

## Descoberta

Mapa mostrando Bornholm (vermelho, onde Dromaeosauroides foi encontrado), Dinamarca (branco) e Escânia (cinza, acima)

Poucos restos de dinossauros foram encontrados na Escandinávia. O continente do oeste da Dinamarca é uma região improvável para encontrar restos de dinossauros, uma vez que os sedimentos mesozóicos são compostos de giz marinho do Maastrichtiano. Fósseis de animais marinhos, incluindo mosassauros e plesiossauros, foram encontrados nesses depósitos. Os depósitos mesozóicos na Escânia, Suécia, são muito mais ricos em fósseis, incluindo os de dinossauros. A ilha dinamarquesa de Bornholm, no Mar Báltico, fazia parte da mesma massa de terra que Escânia (o continente escandinavo-russo) e tem uma geologia semelhante. A parte sudoeste da ilha é o único lugar na Dinamarca que produziu restos de dinossauros.
Durante a década de 1990, o Fossil Project (dissolvido em 2005) foi formado por um grupo de desempregados que receberam financiamento da Dinamarca e da CEE para manter os sítios geológicos em Bornholm. Uma delas, a "caixa de areia de Carl Nielsen" no vale Robbedale (não confundir com a Formação Robbedale, onde não foram encontrados restos de vertebrados), faz parte da Formação Jydegaard. Esta formação tem 140 milhões de anos, datando do estágio Berriasiano (ou Ryazaniano) do período Cretáceo Inferior. O Fossil Project peneirou areia nesses locais em cooperação com o centro de interpretação NaturBornholm, que exibiu os fósseis descobertos. Em setembro de 2000, os paleontólogos dinamarqueses Per Christiansen e Niels Bonde ministraram um curso de campo no local, "A Caçada por Dinossauros Dinamarqueses". Durante o curso, a estudante de geologia Eliza Jarl Estrup encontrou um dente de terópode, o primeiro dinossauro descoberto em território dinamarquês, e o achado foi registrado por uma emissora de televisão local.

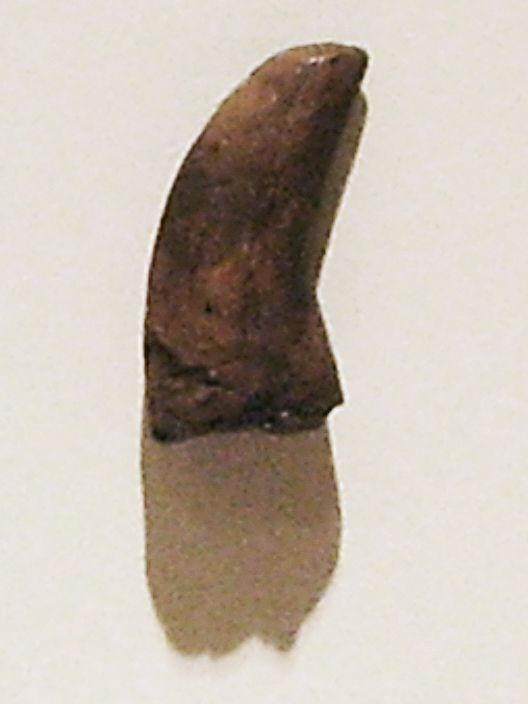
Dente e holótipo do Dromaeosauroides, Universidade de Copenhague

O dente foi apresentado na 45ª reunião anual da Associação Paleontológica em 2001 e identificado como um Dromaeosaurus. Em 2003, o dente (MGUH 27218/DK 315) tornou-se o espécime holótipo de Dromaeosauroides bornholmensis – nomeado e descrito por Christiansen e Bonde. O nome do gênero combina Dromaeosaurus com o grego -ides ("na forma de"), referindo-se à semelhança entre os dentes dos dois gêneros. O nome específico refere-se a Bornholm. O próprio nome Dromaeosaurus foi traduzido como "rápido" ou "réptil em execução". Bonde e Christiansen esperavam que os primeiros restos de dinossauros dinamarqueses fossem dentes de dinossauros herbívoros, como hipsilofodontes ou Iguanodonte, e ficaram surpresos ao encontrar um dente de dromeossauro, já que estes são raros nas formações do Cretáceo Inferior; herbívoros teriam sido mais abundantes que carnívoros. Como o dromeossauro parece ter sido grande, eles esperavam que ossos resistentes, como garras, pudessem ser encontrados no futuro. Os paleontólogos não esperavam que ossos de dinossauros maiores fossem descobertos na formação (já que estes provavelmente teriam sido encontrados quando a areia foi explorada comercialmente), mas esperavam que os restos de um mamífero mesozóico fossem encontrados. O dente holótipo foi ilustrado em vários livros e artigos de pesquisa. Foi certificado como "Danekræ" ("criatura dinamarquesa", de acordo com uma lei de museu dinamarquesa de 1990 que assegura fósseis importantes) quando sua importância científica foi avaliada pelo Museu Geológico de Copenhague.
No final do verão de 2008, o guarda florestal Jens Kofoed encontrou um segundo dente de dromeossaurídeo. Este espécime (DK 559) foi encontrado no mesmo local e posteriormente atribuído a D. bornholmensis também. Kofoed explicou que os achados foram surpreendentes porque as pessoas estavam procurando sem sucesso por restos de dinossauros na Dinamarca por anos, e era como encontrar uma "agulha no palheiro". Em um comunicado à imprensa, o segundo dente de dromeossauro também foi certificado como Danekræ pelo Museu de História Natural da Dinamarca, que comparou o animal aos raptores do filme Jurassic Park, observando que os animais, ao contrário dos raptores do filme, teriam sido emplumados.
Desde a descoberta de Dromaeosauroides, evidências de mais dinossauros foram encontradas em Bornholm. Em 2002, um dente que se acredita pertencer a um saurópode titanossauro juvenil foi encontrado na Formação Jydegaard. Pegadas de um saurópode e um tireóforo foram relatadas na Formação Bagå do Jurássico Médio em 2005. Pequenos dromaeossauros e dentes de maniraptora indeterminados da Formação Rabekke do Cretáceo Inferior foram relatados em 2008, e rastros de saurópodes também foram relatados na formação naquele ano. Em 2011, as pegadas de um saurópode, um tireóforo e um terópode foram relatadas na Formação Bagå. Rastros do Jurássico Inferior relatados da Formação Rønne em Bornholm em 2014 são as primeiras evidências de atividade de dinossauros na Dinamarca. Um dente do multituberculado Sunnyodon foi encontrado na Formação Rabekke em 2004, tornando-o o primeiro mamífero mesozóico dinamarquês e escandinavo conhecido.
Em 2012, Jesper Milàn e colegas descreveram dois coprólitos (fezes fossilizadas) contendo escamas e ossos de peixe. Eles foram encontrados na Formação Jydegaard, os primeiros fósseis encontrados em depósitos mesozóicos continentais dinamarqueses. Embora o produtor dessas fezes não possa ser identificado com certeza, tartarugas marinhas e dromaeossaurídeos como Dromaeosauroides são os candidatos mais prováveis.

## Descrição

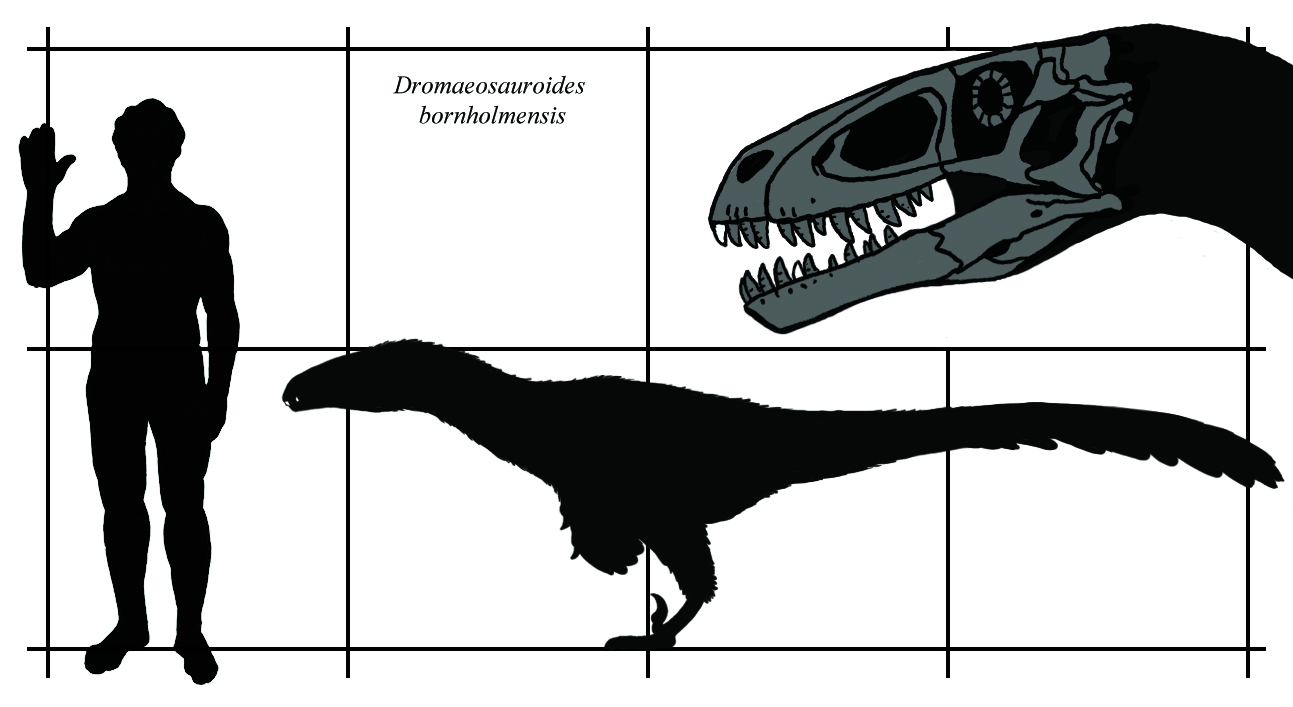
Tamanho estimado de Dromaeosauroides e possível colocação dos dois dentes conhecidos

Os dentes de terópodes fósseis são tipicamente identificados de acordo com características, incluindo tamanho, proporção, curvatura da coroa e a morfologia e número de dentículos (serrilhadas). O holótipo de D. bornholmensis é uma coroa de dente de 21,7 milímetros de comprimento, 9,7 milímetros da frente para trás e 6,6 milímetros de largura na base. A parte frontal do dente estava desgastada, indicando que caiu quando o animal estava vivo. Foi ainda afetado pelo desgaste tafonômico; a base do dente é irregular, então pode ter sido um pouco mais longa em vida. A curvatura e comprimento do dente holótipo e o comprimento de sua última aresta de corte (carina) indicam que estava na frente da mandíbula.
O dente é recurvado com uma curva para trás e é oval em seção transversal. Suas bordas de corte frontal e traseira são finamente serrilhadas, estendendo-se dois terços para baixo de cada borda. Existem seis dentículos por milímetro, e cada dentículo é quadrado e cinzelado. A forma geral do dente, sua largura e forma em seção transversal e sua curvatura se assemelham aos da maxila (maxilar superior) e mandíbula da espécie Dromaeosaurus albertensis da América do Norte. Os sulcos sanguíneos são indistintos ou ausentes, também semelhantes ao Dromaeosaurus, e diferindo dos membros da subfamília Velociraptorinae. Dromaeosauroides difere de Dromaeosaurus em que a aresta de corte na parte da frente está mais longe do meio do dente. Embora o dente seja maior e os dentículos semelhantes, cada dentículo era menor do que os de Dromaeosaurus, que tinha apenas 13-20 dentículos por 5 milímetros, em vez dos 30 de Dromaeosauroides. O segundo dente conhecido é menor — 15 milímetros — com as mesmas características do holótipo.

## Classificação

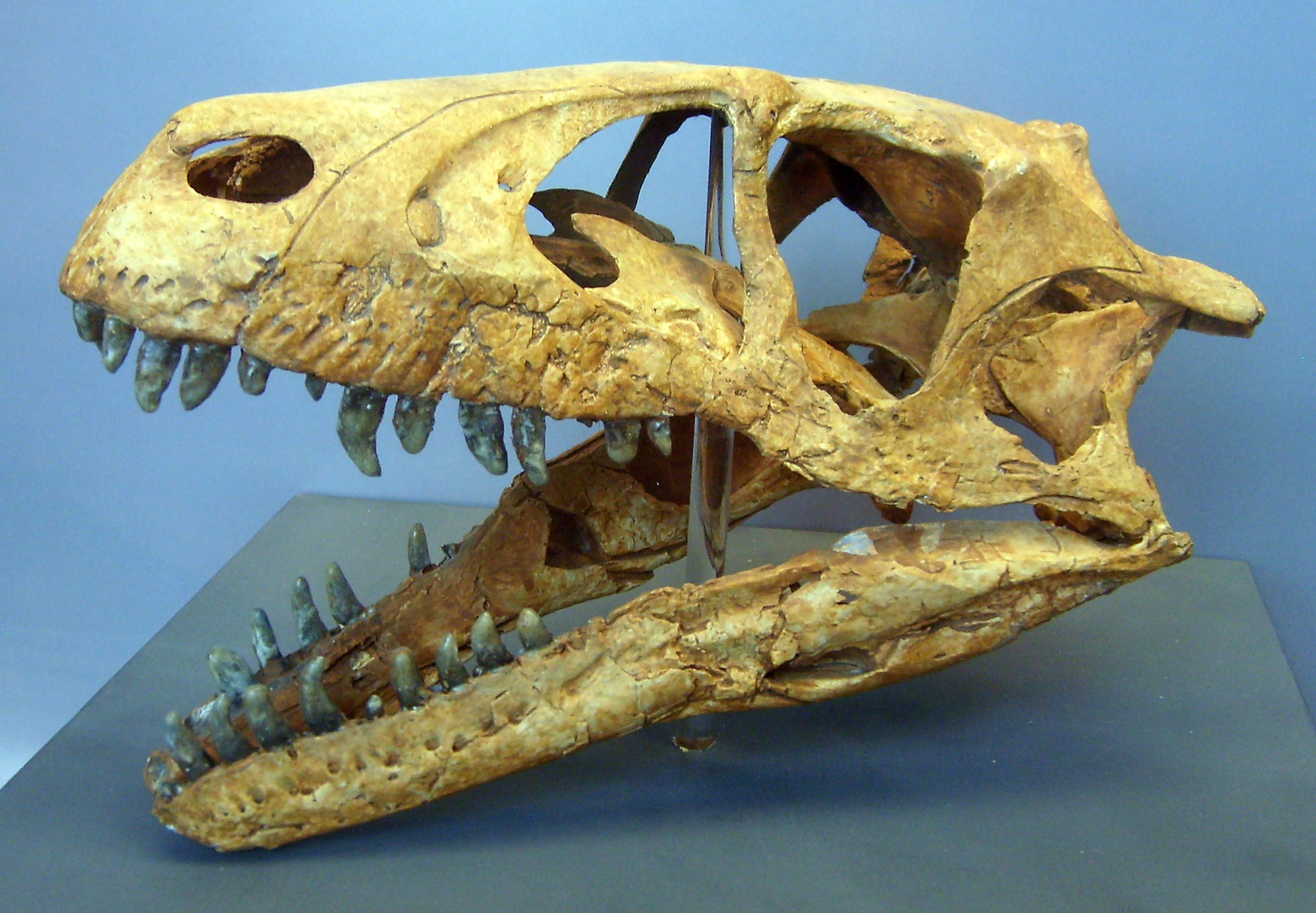
Molde do crânio do parente semelhante Dromaeosaurus, Museu Geológico

Várias características do dente são conhecidas apenas por membros da família Dromaeosauridae de dinossauros terópodes. Dromaeosauroides foi classificado como membro da subfamília Dromaeosaurinae dentro de Dromaeosauridae, devido à sua semelhança com Dromaeosaurus. Apesar da semelhança, Dromaeosauroides não é considerado parte desse gênero. É improvável que um gênero sobreviva por 60 milhões de anos; Dromaeosauroides viveu durante o Cretáceo Inferior, e Dromaeosaurus durante o Cretáceo Superior. As diferenças entre seus dentículos também indicam que eles devem ser mantidos separados.
De acordo com Bonde, Dromaeosauroides é um dos mais antigos dromaeosaurs conhecidos no mundo; restos mais antigos, em sua maioria, foram apenas provisoriamente referidos a Dromaeosauridae. Dromaeosauroides foi o primeiro dromaeossaurídeo definido conhecido do Cretáceo Inferior da Europa, dependendo da identidade dos Nuthetes da Formação Middle Purbeck do Reino Unido (que pode ser ligeiramente anterior à Formação Jydegaard). É incerto se o espécime holótipo juvenil de Nuthetes tem características de dromeossaurídeos.  Grandes espécimes referidos a Nuthetes parecem pertencer a verdadeiros dromaeossauros, e podem pertencer a Dromaeosauroides em vez de Nuthetes. Esses espécimes medem de 15 a 18 milímetros.
Dromaeosauroides foi considerado um dromaeossauro indeterminado por alguns cientistas. Bonde respondeu que, uma vez que os dentes diferem dos de outros dromaeossauros do Cretáceo Inferior (e membros posteriores do grupo, incluindo o Dromaeosaurus), deveria ser considerado válido. Ele também disse que esses cientistas forneceram informações incorretas sobre a localização, estratos e idade do espécime, e que as circunstâncias de sua nomeação não eram diferentes daquelas de outros táxons baseados em dentes. O paleontólogo alemão Oliver W. M. Rauhut e colegas alertaram em 2010 que os dentes de terópodes do Jurássico Superior/Cretáceo Inferior semelhantes aos dos dromaeossaurídeos podem ter pertencido ao pequeno tiranossauróide Proceratosaurus ou um táxon relacionado.

## Paleoambiente

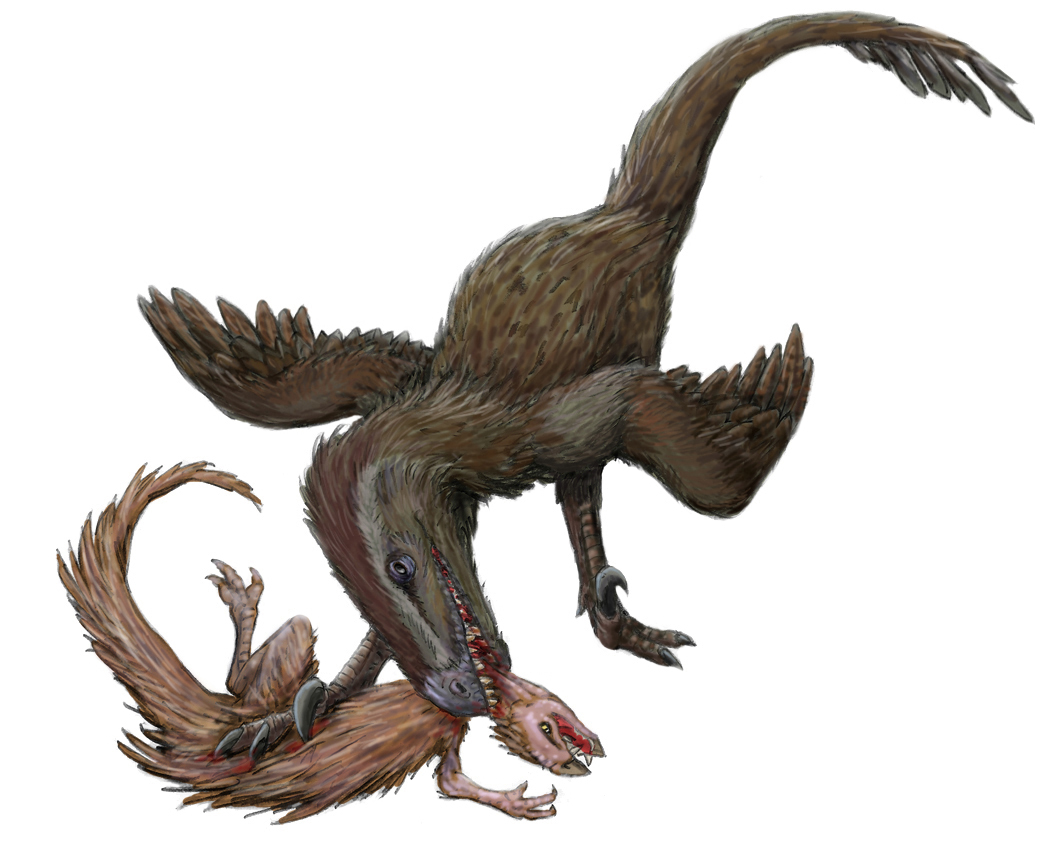
Nuthetes atacando Echinodon, com base em dentes do Reino Unido que podem pertencer a Dromaeosauroides

Apenas um canto da Formação Jydegaard está exposto hoje; o restante está coberto de vegetação. Jydegaard faz parte do Grupo Nyker, que inclui três formações (Rabekke, Robbedale e Jydegaard) que vão desde os estágios Berriasiano e Valanginiano do Cretáceo Inferior. Jydegaard consiste em sedimentos depositados em uma lagoa fresca a salobra voltada para uma faixa costeira. Além de Dromaeosauroides e um possível titanossauro, restos de tubarões hibodontes, peixes como Lepidotes e Pleuropholis, tartarugas, lagartos, o crocodilo Pholidosaurus e fragmentos de ossos finos de pássaros ou pterossauros foram encontrados no depósito. O bivalve Neomiodon é encontrado em abundância nos sedimentos abaixo (o Deposito Neomiodon), indicando mortalidade em massa, talvez devido a toxinas dinoflageladas.
Os peixes e bivalves foram encontrados em argila que provavelmente era uma lagoa, e os dinossauros e lagartos em areia que provavelmente era terra, talvez uma praia; tartarugas e crocodilos foram encontrados em ambos. Caracóis de água doce foram encontrados em argilas que podem ter sido lagos rasos e secos atrás de uma barreira arenosa entre a lagoa e o mar, em um cenário talvez semelhante às Florida Keys ou à costa sudoeste da Jutlândia. Os dinossauros podem ter se alimentado lá, com base nos restos de plantas e pequenos animais terrestres, e os terópodes podem ter caçado ao longo da costa. Bornholm e Scania parecem ser os únicos lugares onde podem ser encontrados restos da fauna escandinavo-russa do Cretáceo Inferior. Outras investigações podem mostrar se esta fauna tem afinidades européias ou asiáticas.
Com base em possíveis coprólitos de dromaeossauros da Formação Jydegaard, que continham escamas dos peixes Lepidotes, Milàn e colegas especularam que alguns dromaeossaurídeos eram capazes de capturar peixes com a garra de foice alargada no segundo dedo do pé, semelhante à "pesca com lança". que foi proposto para o terópode Baryonyx e sua garra de polegar alargada. O maior dos dois coprólitos tem evidências de organismos coprófagos.